# Uaboe
Uaboe (Waboe) – osada oraz mały dystrykt w północno-zachodniej części Nauru. Na powierzchni niespełna 1 km² (0,97 km²) mieszka 386 osób (2002).